# Circuit Bremgarten
 Circuit Bremgarten  je závodní okruh, který se nachází nedaleko Bernu, ve Švýcarsku. Na tomto okruhu se konala Grand Prix Švýcarska v letech 1950 až 1954.

## Popis
Circuit Bremgarten byl typickým silničním okruhem, k občasnému používání, s tribunami a boxy trvale vybudovanými. Jeho délka byla 7,28 km, z čehož největší část vedla širokými ulicemi parku jihovýchodního předměstí Bernu. Ve své době patřil mezi nejkrásnější ale také mezi nejnebezpečnější okruhy vůbec. Okruh byl tvořen spoustou křivolakých uliček plných zatáček a častých stoupání a klesání. Okolo trati bylo spousta stromů, což mělo za důsledek to, že se často jezdilo z přímého slunce do stínu a naopak.
Po tragické nehodě při 24 hodin v Le Mans 1955, švýcarská vláda zakázala pořádání všech motoristických událostí na území Švýcarska. Toto rozhodnutí mělo za následek zánik závodního okruhu Bremgarten.

## Historie
Okruh byl slavnostně otevřen v roce 1931, při příležitosti motocyklového závodu. První automobilový závod se zde konal v roce 1934, když se zde konala první Grand Prix Švýcarska, za účasti všech největších automobilových značek té doby: Alfa Romeo, Auto Union, Bugatti, Maserati a Mercedes.
Nejtragičtějším dnem tohoto okruhu byl 1. červenec 1948, ve stejný den, ve stejné zatáčce (Eymatt) v rozmezí několika hodin přišli o život Omobono Teni (nezapomenutelný motocyklový závodník)   a Achille Varzi, jeden z největších pilotů všech dob 

## Vítězové v jednotlivých letech
| Rok  | Jezdec             | Konstruktér | Výsledky |
| ---- | ------------------ | ----------- | -------- |
| 1954 | Juan Manuel Fangio | Mercedes    | Výsledky |
| 1953 | Alberto Ascari     | Ferrari     | Výsledky |
| 1952 | Piero Taruffi      | Ferrari     | Výsledky |
| 1951 | Juan Manuel Fangio | Alfa Romeo  | Výsledky |
| 1950 | Giuseppe Farina    | Alfa Romeo  | Výsledky |